# Dark Fall: Il diario dei misteri
Dark Fall: Il diario dei misteri (Dark Fall: The Journal) è un'horror psicologico/avventura grafica punta e clicca realizzata dal britannico Jonathan Boakes, sviluppata e pubblicata dall'inglese XXv Productions nel 2002. 
Nel 2003 The Adventure Company ne acquisisce i diritti e viene distribuito in tutto il mondo. Il gioco viene distribuito nuovamente nel 2009 dall'azienda di Boakes Darkling Room e successivamente da Iceberg Interactive. 
Nel 2013 il gioco è reso disponibile tramite la piattaforma Steam.

## Trama
Il gioco è ambientato nel 29 aprile 2003 nel Regno Unito. Il giocatore, che impersona un personaggio sconosciuto di cui si sa solo il cognome "Crowhurts", riceve un messaggio dalla segreteria telefonica dal fratello Pete Crowhurts, un architetto incaricato alla ristrutturazione di un albergo degli anni '40 situato in una stazione abbandonata in Dowerton, Dorset. 
Pete, terrorizzato, chiede al fratello di raggiungerlo, menzionando alcuni strani eventi accaduti nell'albergo, insieme alla scomparsa di Nigel Danvers e Polly White, due studenti "cacciatori di fantasmi" che risiedevano nel vecchio albergo per una tesi universitaria sul paranormale. Crowhurts decide di raggiungere il fratello, addormentandosi a bordo di un treno diretto per Dowerton e risvegliandosi in una buia galleria ferroviaria accompagnato dalla sola voce spettrale di Timothy Pike, un bambino undicenne che lo guiderà fino alla vecchia stazione. Una volta entrato nell'albergo, Crowhurts scopre che fu chiuso originariamente il 29 aprile del 1947, a seguito delle misteriosi sparizioni da parte dei clienti e del personale. Continuando l'esplorazione, il silenzio che dovrebbe esserci in un luogo abbandonato da decenni è rotto dagli spiriti della gente che ne risiedeva con rumori inattesi, voci spettrali e inquietanti apparizioni. 
Grazie ai vari documenti trovati nel corso dell'avventura, Crowhurts fa la conoscenza di George Crabtree, l'allora proprietario dell'albergo fino alla sua sparizione, sospettato di omicidio per via del suo comportamento bizzarro. Nel suo diario personale, George racconta la scoperta di un locale nascosto nella cantina dell'albergo, durante un'investigazione insieme all'amico Arther, chiamata "camera oscura". Essi compresero una presenza paranormale, che diede inizio alle apparizioni nell'albergo. Arther si arruolò per la Seconda Guerra Mondiale morendo e George, affranto per l'amico, decise di vendicarsi studiando un incantesimo che rinchiudesse la camera oscura con l'aiuto di dodici simboli incisi su pergamena.
Nel frattempo, Crowhurts trova la stanza dove i due giovani cacciatori di fantasmi raccoglievano testimonianze paranormali: qui trova in particolare, il diario elettronico di Polly, scoprendo che anche essi riuscirono a trovare la camera oscura (ottenendo delle conseguenze simili a quelle di Arther e George) e un walkman dove Polly, allarmata, racconta la scomparsa di Nigel mentre scappavano terrorizzati dalla cantina, dicendo che abbia intenzione di cercare sia lui che Pete nonostante i recenti avvenimenti.
Infine Crowhurts procede la sua strada verso l'anticamera. Simboli incisi nei muri, tavolette sparpagliate per la stanza e sussurri intraducibili circondano la camera oscura. Egli trova un altro diario appartenente a George, il quale era pronto a compiere l'incantesimo, dove ipotizza che la camera oscura possa essere collegata alla leggenda vichinga della dea Hella, nominata dal dio Odino per governare sul regno dei morti. Crowhurts entra nella camera centrale e recita l'incantesimo liberando le anime intrappolate. Il gioco torna indietro nel tempo nella scena iniziale, quando Crowshurts riceve il messaggio dal fratello, mostrando ogni evidenza lasciata degli spiriti intrappolati nella camera oscura scomparire. Questa volta, Pete dimentica cosa deve dire al fratello, dicendo che la ristrutturazione dell'albergo stia andando bene e che tornerà a casa fra un paio di giorni.

## Modalità di gioco
Dark Fall è un'avventura grafica in prima persona, mista al genere horror psicologico. Il titolo utilizza il classico sistema punta e clicca per interagire col protagonista. In base alla situazione, il cursore può cambiare in stili diversi, come una lente di ingrandimento (quando un'area può essere esaminata dettagliatamente) o una chiave inglese (quando il giocatore deve usare un oggetto dall'inventario per interagire).
Maggior parte del gameplay si basa sull'esplorazione e la risoluzione di enigmi, i quali non tutti devono essere svolti secondo un ordine, ma per scelta del giocatore. Inoltre, il gioco non tiene traccia delle informazioni ottenute nel corso dell'avventura (per esempio degli appunti o dei giornali che non possono essere raccolti nell'inventario). Ciò costringe al giocatore di tenere traccia degli indizi manualmente. 